# Edmonds (Washington)
|  | Dieser Artikel wurde aufgrund von inhaltlichen Mängeln auf der Qualitätssicherungsseite des Projektes USA eingetragen. Hilf mit, die Qualität dieses Artikels auf ein akzeptables Niveau zu bringen, und beteilige dich an der Diskussion! Folgende Mängel sollten behoben werden, bevor diese Markierung entfernt werden kann: Demographie fehlt |

Edmonds ist eine US-amerikanische Stadt im Bundesstaat Washington. Sie liegt rund 18 km nördlich von Seattle im Snohomish County und hatte laut United States Census Bureau 42.853 Einwohner (Stand: 2020).

## Geschichte
Die Stadt wurde 1884 als Holzfällersiedlung gegründet und erhielt 1890 den Namen Edmonds. 1891 wurde sie an das Eisenbahnnetz der Great Northern Railway angeschlossen. Edmonds erlangte zunächst Bedeutung als Fährhafen und Standort einer Werft. Sowohl 1909 als auch 1928 wurden zahlreiche Gebäude der jungen Stadt durch Großbrände zerstört.

## Edmonds heute
Edmonds ist heute stark in den Großraum Seattle eingebunden. Zahlreiche seiner Bürger arbeiten in der nahe gelegenen Metropole. Darüber hinaus ist Edmonds ein Hafen im Washington-State-Ferries-System, das die meisten Städte im Puget Sound miteinander verbindet. Edmonds verfügt über eine Highschool und ein Theater. Es ist über eine Städtepartnerschaft mit der Stadt Hekinan in Japan verbunden.

## Söhne und Töchter der Stadt
- Guy Anderson (1906–1998), Maler
- Brett Davern (* 1992), Schauspieler
- Chris Henderson (* 1970), Fußballspieler
- Ken Jennings (* 1974), Quizprofi
- Kristen O’Neill (* 1983), Basketballspielerin
- Rick Steves (* 1955), Autor und Unternehmer
- Tony Volpentest (* 1973), Leichtathlet und Paralympics-Teilnehmer
- Martell Webster (* 1986), Basketballspieler